# التجارة الدولية في مجال الفنون الجميلة
التعريف الأدق للتجارة الدولية في مجال الفنون الجميلة هو تجارة الأعمال الفنية الفريدة وغير القابلة للتكرار بين الدول. تناقض تجارة الأعمال الفنية نماذج التجارة الدولية التقليدية لأنها تُعد من البضائع المهمة ثقافيًا، فلا يعاملها المستهلكون بنفس الطريقة التي يتعاملون بها مع السلع الأخرى بسبب القيمة الجمالية الفريدة التي تحملها كلّ قطعة. يُعد هذا الفن الفريد ملكيّة فكرية، مع أن الأعمال الفنية موجودة بصورة قطعٍ ماديّة محدودة العدد. أشعل ذلك جدلًا حول ضرورة اقتصار الصادرات الفنية على تلك المُصدرة لأسباب وطنيّة أو ثقافية، في حين يرى الرأي الآخر تحرير الأعمال الفنية بغية الوصول إلى سوق دوليّة أفضل جودة.

## الفنون الزخرفية بصفتها سلعة تجارية
تشمل السلع التجارية المُدرجة ضمن تعريف «الفنون المرئية» الأنواع التالية: الرسم (الفنون التشكيلية) والرسم والنحت باستخدام مختلف المواد، والطباعة الفنية والتصوير الفوتوغرافي ورسم الخرائط وفن الأداء والفن الإنشائي أو التنصيبي وفن الطوابع البريدية وفن التركيب وفنون النسيج وتصميم الأزياء وفن الفيديو والفن الرقمي وتصميم المنتجات. تعد تلك الأعمال أعمالًا غير وظيفية، ولا تبدي مواقفًا عاطفية واجتماعية وسياسية وتقليدية وثقافية، ولا تتأثر كثيرًا بالقيود المفروضة على القطاع التجاري موازنة بالبضائع والسلع الأخرى. صحيح أن الفنون المرئية هي سلع ماديّة مُصنّعة يدويًا، لكنها ذات جذور ثقافية تُخلق أساسًا لتكون جذابة من الناحية الجمالية. لهذه الأسباب، يُعد الفن ملكيّة فكرية.
وفق التصنيف الموحد للتجارة الدولية المؤلف من 4 خانات، تُصنّف «الأعمال الفنية والقطع الفنية والأثرية لدى جامعي الأعمال الفنية» ضمن الفئة 8960، وهي الفئة التي تشمل اللوحات الفنية والرسومات والصور المرسومة بالباستيل والمنحوتات الأصلية والفنون المطبوعة والطوابع والقطع الأثرية التي يزيد عمرها على 100 عام. تُعدّ تلك الفئة الوحيدة من التصنيف الموحد للتجارة الدولية الذي يشمل الأعمال الفنية الفريدة وغير القابلة للتكرار، وهي التي يُطلق عليها عادة اسم الفنون «الجميلة». تحمل الفنون الجميلة الاسم الرمزي 9701 في النظام المنسق لتوصيف السلع الأساسية وترميزها، وتشمل «اللوحات الفنية والرسومات والأعمال الفنية المرسومة بالباستيل، والتي نُفّذت يدويًا بالكامل».

## تاريخ تجارة الفنون الدولية
يعود تاريخ أول تنظيم معروف للملكية الثقافية إلى عام 1464، فمنع البابا بيوس الثاني حينها تصدير الأعمال الفنية التي تنتجها الدولة البابوية. لم تُنقل أي كمية ضخمة من الأعمال الفنية الرسمية بين الدول بصورة شرعية حتى منتصف العقد الأول من القرن السادس عشر. في السابق، كانت الأعمال الفنية المعروضة ملائمة لحجم الطلب المحلي، لكن الطلب المحلي لم يستطع اللحاق بالعرض بعد تزايد أعداد الفنانين. وهكذا، صدّر الفنانون أعمالهم إلى الأسواق الأجنبية، وبين عامي 1540 و1670، بلغ متوسط عدد اللوحات الفنية المنقولة بين هولندا وإسبانيا الجديدة 144 لوحة سنويًا.
عندما يفشل الفنان في بيع أعماله الفنيّة محليًا، يلجأ إلى بيعها إلى تجّار يصدّرونها إلى الخارج، وجرت هذه الممارسة في معظم الحقبة الحديثة المبكرة. بدءًا من القرن السابع عشر، جرت تجارة معظم الأعمال الفنية في دارَي كريستيز وسوذبيز للمزادات في لندن، ولا يزال كلّ من الدارين قائمًا حتى الآن.
خضع الفن تاريخيًا إلى رسوم استيراد، مثل كافة السلع التي تاجر بها البشر. فعلى سبيل المثال، وفي السنوات الأكثر تنويرًا من القرن التاسع عشر، استطاع تجار الفن التهرّب من التعاريف الجمركية المرتفعة في أمريكا لأن الحكومة اعتبرت الفنّ سلعة ثقافية مهمة، لكن في أوقات أخرى، كان لعائدات التعرفة الجمركية أهمية أكبر من الملكية الفكرية الحرة.